# 용담재
용담재는 대한민국 대구광역시 북구 산격동에 있다.

## 개요
임진왜란 시 의병장 이재 서사진의 충절을 기리기 위해 달성서씨 문중에서 건립한 재실이다.